# Yuxarı Nüvədi
Yuxarı Nüvədi è un comune dell'Azerbaigian situato nel distretto di Lənkəran.